# Willy Faktorovitch
Volko « Willy » Faktorovitch est un directeur de la photographie français, né le 3 octobre 1888 à Kiev (Empire russe, actuellement en Ukraine) et mort le 9 mai 1960 dans le 17e arrondissement de Paris. Il est souvent crédité sous le simple nom de Willy.

## Biographie
Willy Faktorovitch a notamment été le chef-opérateur de très nombreux films réalisés par Marcel Pagnol, depuis le premier, Le Gendre de Monsieur Poirier (1933), jusqu'au dernier, Lettres de mon moulin (1954).
Il est le père de Charly Willy-Gricha (Charly Grégoire Faktorovitch), lui aussi directeur de la photo, qui a souvent travaillé à ses côtés.

## Filmographie
- 1919 : Histoire d'un oncle, d'une nièce et d'un sabot de Pierre Bressol
- 1920 : Les Morts qui parlent
- 1920 : Vers l'argent de René Plaissetty
- 1921 : La Vivante épingle
- 1922 : Le Diamant vert
- 1923 : Tao
- 1923 : L'Ombre du péché
- 1924 : Mandrin d'Henri Fescourt
- 1924 : L'Aventurier
- 1924 : Les Grands de Henri Fescourt
- 1925 : Le Bossu de Jean Kemm
- 1925 : La Justicière
- 1925 : Destinée
- 1926 : Yasmina d'André Hugon
- 1927 : Le Joueur d'échecs de Raymond Bernard
- 1927 : Celle qui domine de Carmine Gallone et Léon Mathot
- 1928 : Dans l'ombre du harem
- 1928 : La Venenosa
- 1928 : Le Tournoi dans la cité de Jean Renoir
- 1929 : Tu m'appartiens !
- 1930 : Illusions de Lucien Mayrargue
- 1930 : Le Défenseur
- 1931 : Olive se marie
- 1931 : Olive passager clandestin de Maurice de Canonge
- 1931 : La Ronde des heures d'Alexandre Ryder
- 1932 : Mimi Pandore de Roger Capellani
- 1932 : Le Cordon bleu
- 1932 : Chair ardente de René Plaissetty
- 1933 : Noces et banquets
- 1933 : Clochard de Robert Péguy
- 1933 : Le Gendre de monsieur Poirier de Marcel Pagnol
- 1933 : Jofroi de Marcel Pagnol
- 1934 : Au pays du soleil de Robert Péguy
- 1934 : Le Paquebot Tenacity de Julien Duvivier
- 1934 : Angèle de Marcel Pagnol
- 1935 : Voyage d'agrément de Christian-Jaque
- 1935 : Sacré Léonce de Christian-Jaque
- 1935 : Sous la griffe de Christian-Jaque
- 1936 : Une poule sur un mur de Maurice Gleize
- 1936 : La Course à la vertu
- 1936 : Marinella de Pierre Caron
- 1936 : César de Marcel Pagnol
- 1937 : Regain de Marcel Pagnol
- 1937 : Claudine à l'école de Serge de Poligny
- 1938 : Le Monsieur de cinq heures de Pierre Caron
- 1938 : Le Schpountz de Marcel Pagnol
- 1938 : Les Femmes collantes
- 1939 : Prince Bouboule de Jacques Houssin
- 1939 : Feux de joie de Jacques Houssin
- 1939 : Grand-père de Robert Péguy
- 1940 : Chantons quand même de Pierre Caron
- 1940 : Paris-New York
- 1940 : L'Or du Cristobal de Jacques Becker
- 1940 : Bécassine de Pierre Caron
- 1940 : La Fille du puisatier de Marcel Pagnol
- 1941 : Un chapeau de paille d'Italie de Maurice Cammage
- 1941 : L'An 40 de Fernand Rivers
- 1942 : Chambre 13 d'André Hugon
- 1942 : Les Petits Riens d'Yves Mirande et Raymond Leboursier
- 1943 : La Sévillane d'André Hugon et Jorge Salviche
- 1943 : Une vie de chien de Maurice Cammage
- 1947 : Le Studio en folie de Walter Kapps (court métrage)
- 1947 : Cœur de coq de Maurice Cloche
- 1947 : En êtes-vous bien sûr?
- 1947 : Ploum ploum tra la la de Robert Hennion
- 1948 : Les souvenirs ne sont pas à vendre de Robert Hennion
- 1949 : Du pied
- 1952 : Das weiße Abenteuer
- 1952 : Les Révoltés du Danaé
- 1952 : Manon des sources de Marcel Pagnol
- 1954 : Tabor de Georges Péclet
- 1954 : Le Collège en folie
- 1954 : Les Lettres de mon moulin de Marcel Pagnol